# Cyrtandra baileyi
Cyrtandra baileyi är en tvåhjärtbladig växtart som beskrevs av Ferdinand von Mueller. Cyrtandra baileyi ingår i släktet Cyrtandra och familjen Gesneriaceae. Inga underarter finns listade i Catalogue of Life.